# Communauté de communes du Pays des Étangs
Die Communauté de communes du Pays des Étangs ist ein ehemaliger französischer Gemeindeverband mit der Rechtsform einer Communauté de communes im Département Moselle in der Region Lothringen. Sie wurde am 24. Dezember 2002 gegründet und umfasste 14 Gemeinden. Der Verwaltungssitz befand sich im Ort Moussey.

## Historische Entwicklung
Mit Wirkung vom 1. Januar 2017 fusionierte der Gemeindeverband mit 
- Communauté de communes Sarrebourg Moselle Sud (vor 2017),
- Communauté de communes des Deux Sarres,
- Communauté de communes de la Vallée de la Bièvre sowie
- Communauté de communes de l’Étang du Stock

und bildete so die Nachfolgeorganisation Communauté de communes Sarrebourg Moselle Sud. Trotz der Namensgleichheit handelt es sich um eine Neugründung mit anderer Rechtspersönlichkeit.

## Ehemalige Mitgliedsgemeinden
1. Assenoncourt
2. Avricourt
3. Azoudange
4. Foulcrey
5. Fribourg
6. Gondrexange
7. Guermange
8. Hertzing
9. Ibigny
10. Languimberg
11. Moussey
12. Réchicourt-le-Château
13. Richeval
14. Saint-Georges